# Rempesgrün
Rempesgrün ist ein Ortsteil von vogtländischen Auerbach. Der Ort wurde 1910 nach Auerbach eingemeindet und 2008 als offizieller Ortsteil gestrichen.

## Lage und Geschichte
Rempesgrün liegt östlich von Crinitzleithen in einer Hanglage auf etwa 538 m am Laufe des Goldbachs. Südöstlich liegen Fichtzig, Hohengrün und Beerheide. Rempesgrün gilt als stark parzelliertes Waldhufendorf. 
Der Ort ist spätestens 1437 als Rentwissgrune ersterwähnt. Spätere Ortsnamensformen lauten Rempelßgrune (1450), Rempesgrün (1460), Rempelsgrün (1531), Rempesgruͤn (1583), Rembtpeßgrüenn (1595). 1551 und 1764 war der Ort dem Rittergut Auerbach (obern Theils) zugehörig. Der Ort wurde 1910 nach Auerbach eingemeindet und 2008 als offizieller Ortsteil gestrichen. 1875 waren in Rempesgrün 118 Häuser mit 985 Einwohnern. 1880 waren es bereits 124 Häuser und 1023 Einwohner.
| Jahr          | 1551                           | 1764                                     | 1834 | 1871 | 1875 | 1880 | 1890 | 1910 |
| ------------- | ------------------------------ | ---------------------------------------- | ---- | ---- | ---- | ---- | ---- | ---- |
| Einwohnerzahl | 21 besessene Mann, 18 Inwohner | 42 besessene Mann, 3 Gärtner, 21 Häusler | 845  | 933  | 957  | 1023 | 1101 | 2019 |

Zu Rempesgrün gehörten die Ortslagen Fichtzig und Lohhaus. Letztere hatte 1880 zwei Häuser mit 17 Einwohnern.
1910 lag Rempesgrün unter den 69 Kommunen der Amtshauptmannschaft Auerbach auf Rang 15 der Einwohnerstatistik.

## Belege
1. ↑  Rempesgrün – HOV | ISGV. Abgerufen am 15. Februar 2023.
2. ↑  Alphabetisches Taschenbuch sämmtlicher im Königreiche Sachsen belegenen Ortschaften und der besonders benannten Wohnplätze S. 187
3. ↑  Saxony (Kingdom) Statistisches Landesamt: Alphabetisches Verzeichniss der im Königreiche Sachsen belegenen Stadt- und Landgemeinden: mit den zubehörigen, besonders benannten Wohnplätzen ... : nebst alphabetischem Register. C. Heinrich, 1884 (google.de [abgerufen am 15. Februar 2023]).